# 富内
富内（法語：Founex）是瑞士联邦西部法语区的沃州下设的一个镇。在行政上属于尼永区管辖。富内的总面积为4.79平方公里。截至2010年底，总人口为3,232。

## 地理
富内位于莱芒湖西北岸，与科佩相邻。